# Emerado
Emerado est une ville située dans le comté de Grand Forks, dans l’État du Dakota du Nord, aux États-Unis. Sa population s’élevait à 414 habitants lors du recensement de 2010.

## Histoire
Emerado a été fondée en septembre 1885. Le premier bureau de poste a ouvert le 25 novembre 1885.

## Démographie
| 1960 | 1970 | 1980 | 1990 | 2000 | 2010 |
| ---- | ---- | ---- | ---- | ---- | ---- |
| 328  | 515  | 596  | 483  | 510  | 414  |

## Source
- (en) Cet article est partiellement ou en totalité issu de l’article de Wikipédia en anglais intitulé « Emerado, North Dakota » (voir la liste des auteurs).